# Curlew (Iowa)
Pour les articles homonymes, voir Curlew.
Curlew est une petite localité du comté de Palo Alto, situé dans l'Iowa, aux États-Unis. La population est de 64 habitants en 2019.

## Histoire
Le village trouve son origine en 1882 avec la construction du chemin de fer de Des Moines et de Fort Dodge à travers son territoire. Son nom vient de courlis, un oiseau présent dans les parages, donné par le président du chemin de fer, un chasseur passionné.

## Géographie
Curlew est situé à 42° 58′ 49″ N, 94° 44′ 15″ O (42.980293, -94.737480).
Selon le United States Census Bureau, la ville a une superficie totale de 1,97 km2, toutes terres confondues.

## Enseignement
L'enseignement est géré par l'Emmetsburg Community School District.

## Personnalités locales
- Paul Brechler, basketteur et directeur des sports à l’Université de l’Iowa, 1947-1960.
- Nancy Cox (née en 1949), elle est virologue et a été directrice de la division de la grippe au Centre pour le contrôle et la prévention des maladies (CDC) de 2006 à 2014. Elle a été directrice du Centre collaborateur de l'Organisation mondiale de la santé (OMS) pour la surveillance, l'épidémiologie et le contrôle de la grippe de 1992 à 2014[5].